# Vera Kharoujaïa
Vera Zakharawna Kharoujaïa (en biélorusse : Вера Захараўна Харужая; en russe : Ве́ра Заха́ровна Хору́жая; en polonais : Wiera Charuża), née le 27 septembre 1903 à Babrouïsk (Empire russe) et décédée le 1er décembre 1942, est une révolutionnaire de Biélorussie occidentale, une écrivaine communiste, une maîtresse d'école et une activiste politique soviétique.

## Biographie
Elle fut envoyée en Pologne durant la Grande Guerre patriotique, afin d'effectuer des missions de sabotage et d'espionnage durant la période de l'entre-deux-guerres. Elle est torturée puis exécutée en tant que partisan par les Allemands lors de l'opération anti-soviétiques Barbarossa, en décembre 1942.
Elle est reconnue, héros de l'Union soviétique, à titre posthume, le 17 mai 1960.
Elle est la mère du physicien, philosophe Sergueï Khorouji né en 1941.

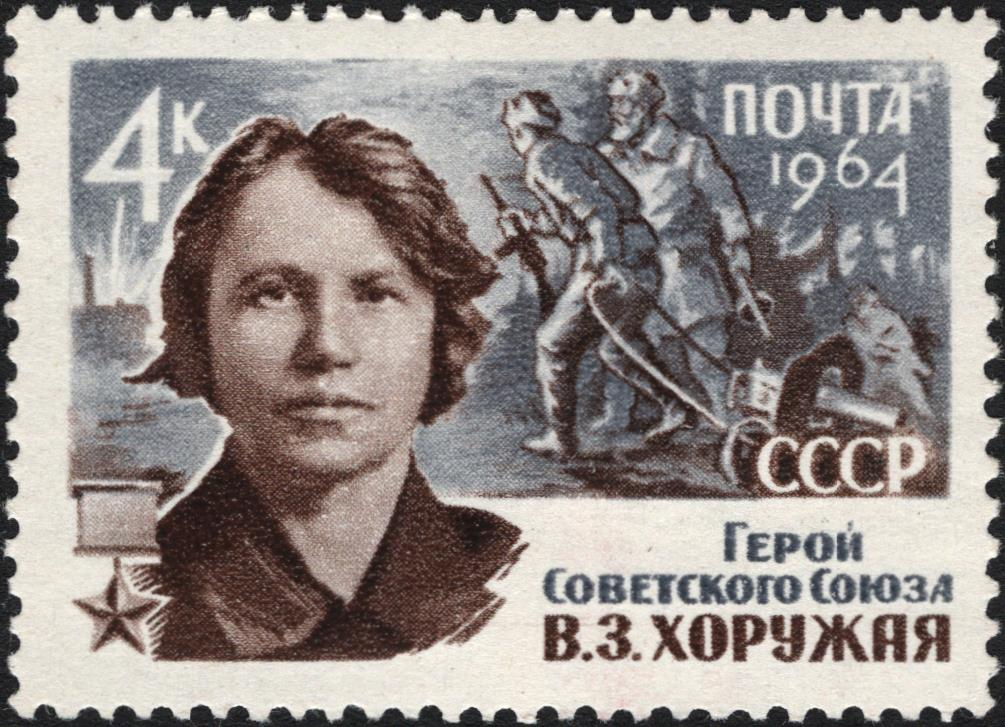
Timbre à l’effigie de Vera Kharuzhaya

## Source de la traduction
- (en) Cet article est partiellement ou en totalité issu de l’article de Wikipédia en anglais intitulé « Vera Kharuzhaya » (voir la liste des auteurs).
- Notices d'autorité :   - VIAF
  - ISNI
  - LCCN
  - Pologne
  - NUKAT
  - WorldCat